# Мостова (округ Ґаланта)
Мостова́ (словац. Mostová) — село в окрузі  Ґаланта Трнавського краю Словаччини. Площа села 25,16 км². Станом на 31 грудня 2015 року в селі проживало 1603 жителі.

## Історія
Перші згадки про село датуються 1245 роком.

## Населення
| Рік:            | 1994. | 2004.   | 2014.   | 2024.   |
| --------------- | ----- | ------- | ------- | ------- |
| Кількість осіб: | 1574  | 1591    | 1596    | 1562    |
| Різниця:        |       | +1,08 % | +0,31 % | -2,13 % |

| Рік:            | 2023. | 2024.   |
| --------------- | ----- | ------- |
| Кількість осіб: | 1566  | 1562    |
| Різниця:        |       | -0,25 % |